# Docalidia tenuatis
Docalidia tenuatis är en insektsart som beskrevs av Nielson 1990. Docalidia tenuatis ingår i släktet Docalidia och familjen dvärgstritar. Inga underarter finns listade i Catalogue of Life.